# Tweede Kamerverkiezingen 1986/Kandidatenlijst/PGI
Dit is de kandidatenlijst voor de Tweede Kamerverkiezingen 1986 van de Partij Geluk voor Iedereen. De partij deed mee in zeven van de negentien kieskringen.

## Landelijke kandidaten
1. Kees Dekker - 784 stemmen
2. Henk Feiken - 27
3. Yvonne Ranft - 41
4. Andy Pinontoan - 20
5. Gerard de Boer - 32
6. Ritama Rijkens - 9
7. Ram Koot - 10
8. Anna Koster - 20
9. Martine van Dam - 14
10. Anton Zieren - 13
11. Lies Dijkgraaf - 21
12. Martin Reugebrink - 6
13. Bozanna Milić - 9
14. Joost Klein - 5
15. Baptist Haazen - 7
16. Evert Veldhuis - 7
17. Marc van den Akker - 14

## Regionale kandidaten
De plaatsen op de lijst vanaf 18 waren per kieskring verschillend ingevuld.

### Tilburg
1. Shock van de Langeberg - 32

### Arnhem
1. Jan Peereboom - 1
2. Achim Schreurs - 2
3. Rob Tempels - 3
4. Elisabeth Besemer - 1
5. Cesar Jansen - 1
6. Gitesh Knol - 1
7. Gerard ten Broek - 0
8. Ger Wielandt - 0
9. Erica Klein - 3
10. Ab Wensink - 0
11. Joop Kraayeveld - 6

### Nijmegen
1. Jacqueline Goudriaan - 10
2. Marc Visser - 1
3. Gerald Pikkemaat - 5

### 's-Gravenhage
1. Johanna Dijkgraaf-Hendriks - 38

### Amsterdam
1. P.A. Eggen - 1
2. Joke de Boer - 0
3. Cornelia de Boer - 3
4. Lilian Landaal - 12

### Utrecht
1. Sjors de Rooij - 17
2. Ruud Dekker - 8

### Groningen
In deze kieskring waren er geen regionale kandidaten.
PvdA · CDA · VVD · D66 · PSP · SGP · CPN · PPR · RPF · GPV · EVP · AR'85 · Centrumdemocraten · Federatieve Groenen · VCN · Centrumpartij · PGI · SP · Partij voor Ambtenaren en Trendvolgers · Lijst 19 (kieskring 9) · God Met Ons · Partij voor de Middengroepen · Loesje · Humanistische Partij · SAP · Partij Algemeen Belang · Lijst 27